# Districtul Aïn El Hammam
Aïn El Hammam este un district din provincia Tizi-Ouzou, Algeria.